# ويليام بينيت (سياسي بريطاني)
ويليام بينيت (بالإنجليزية: William Bennett)‏ هو سياسي بريطاني (وحمل سابقاً جنسية المملكة المتحدة لبريطانيا العظمى وأيرلندا)، ولد في 7 أبريل 1873، وتوفي في 4 نوفمبر 1937. حزبياً، نشط في حزب العمال. في الانتخابات الفرعية في مجلس العموم البريطاني ‏، انتخب عضو برلمان المملكة المتحدة الـ34 عن دائرة Battersea South (UK Parliament constituency) ‏ (7 فبراير 1929 – 10 مايو 1929) وفي الانتخابات العامة في المملكة المتحدة 1929 ‏، انتخب عضو برلمان المملكة المتحدة الـ35 عن دائرة Battersea South (UK Parliament constituency) ‏ (30 مايو 1929 – 7 أكتوبر 1931).